# Oldbury Railway Carriage and Wagon Company

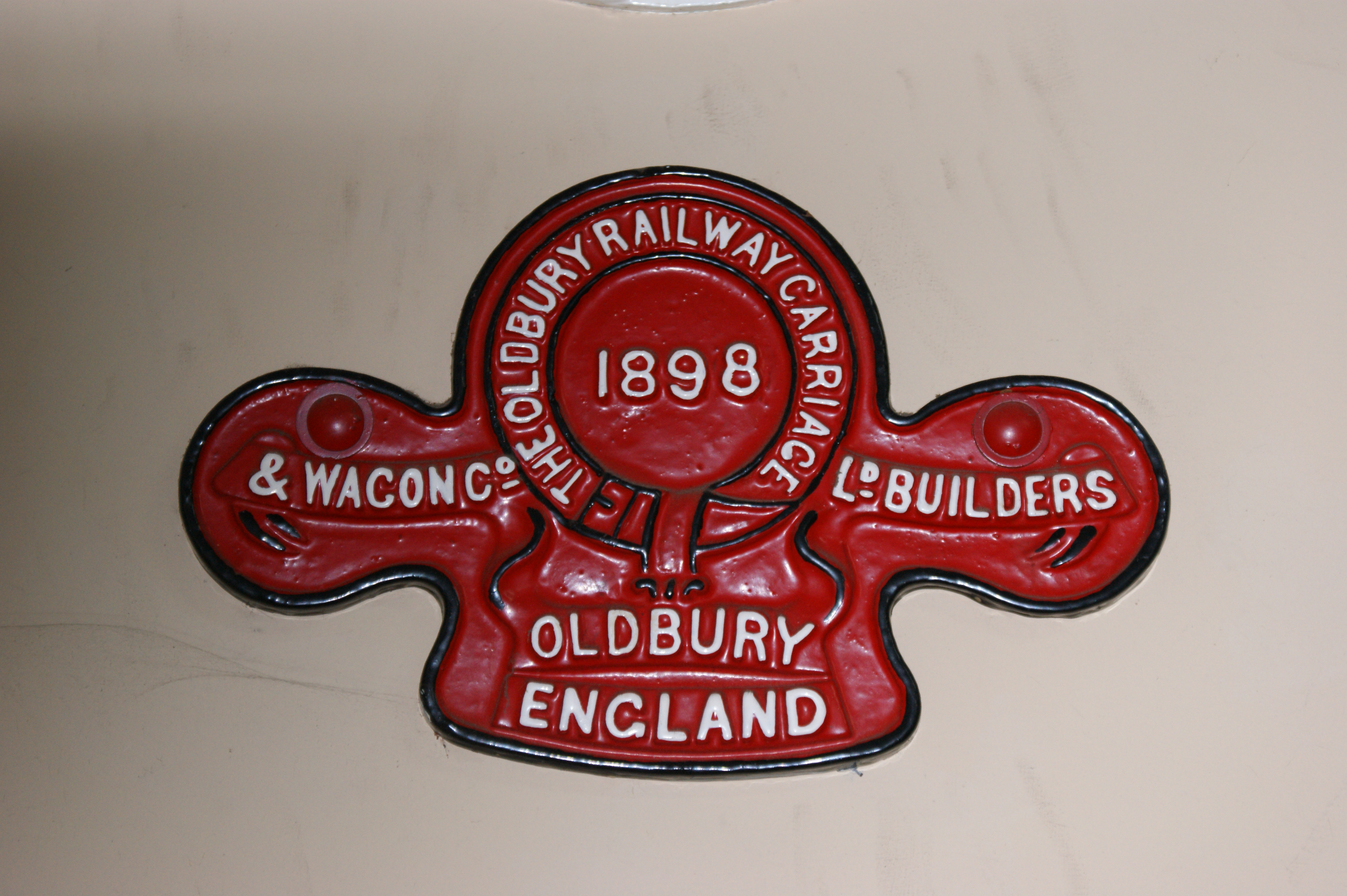
Fabrikschild

Die Oldbury Railway Carriage and Wagon Company war eine britische Wagenbauanstalt in Oldbury in Mittelengland.

## Geschichte
Die Geschichte des Unternehmens begann ursprünglich in Bromsgrove, einer Stadt auf halbem Weg zwischen Birmingham und Worcester. Dort gründeten Richard William Johnson und Thomas William Kinder 1845 unter dem Namen Johnson and Kinder ihr erstes Unternehmen. 1857 wurde es in Railway Carriage Company umbenannt und um 1859 zog das Unternehmen nach Oldbury und baute dort ein neues Werk.
Der neue Standort war ideal gelegen, da er an die Strecke der London and North Western Railway angrenzte und eine Kanalverbindung mit Liverpool und London hatte, die für Lieferungen ins Ausland genutzt werden konnte. Um 1886 folgte die Umbenennung in Oldbury Railway Carriage and Wagon Company.
1902 fusionierte das Unternehmen mit fünf weiteren Wagenbauanstalten zur Metropolitan Amalgamated Railway Carriage and Wagon Company.

## Produkte
Neben Fahrzeugen für viele britische Eisenbahngesellschaften, wie die Midland Railway und die Metropolitan Railway, produzierte man Eisenbahnwagen verschiedenster Bauart für Eisenbahngesellschaften in der ganzen Welt. Neben Personen- und Güterwagen wurden auch Speise- und Schlafwagen gefertigt. Für den Kaiser von Brasilien wurde sogar ein spezieller Salonwagen gebaut. Unter anderem belieferte man die griechische Piräus-Athen Bahn, die Cape Government Railways, die East Indian Railway und die Indian Midland Railway. Aber auch Gesellschaften in Australien, Japan, Neuseeland, im Russischen Kaiserreich, Spanien und Südafrika gehörten zu den Kunden.
Bei der Isle of Wight Steam Railway sind noch einige 1864 gebaute Personenwagen im Einsatz. Weitere Exemplare warten auf Restaurierung.